# 2 Times
2 Times is een nummer van de Britse zangeres Ann Lee uit 1999. Het is de eerste single van haar debuutalbum Dreams.
Ann Lee werkte eerder al mee aan vele eurodanceprojecten, onder andere met Whigfield, waardoor de Italiaanse producer Alfredo Larry Pignagnoli haar een platencontract aanbood. Pignagnoli had een nummer geschreven getiteld "Two Times", wat hij aan Ann Lee aanbod. Lee veranderde de titel in "2 Times". De tekst van het nummer is optimistisch en moedigt aan in het heden te leven, zorgen los te laten en de avonturen van het leven te omarmen. Het nummer werd in veel landen een grote hit en was goed voor diverse top 10-noteringen. Zo bereikte het 2e positie in het Verenigd Koninkrijk, en Alarmschijf en de 4e positie in de Nederlandse Top 40. In de Vlaamse Ultratop 50 werd de plaat een nummer 1-hit. In 2024 werd 2 Times in een nieuwe versie uitgebracht door Dimitri Vegas, Steve Aoki, Sound Of Legend en Ann Lee zelf.

## Tracklijst
- Cd-single

1. "2 Times" (original edit mix) – 3:46
2. "2 Times" (original extended mix) – 6:32

- 12"

1. "2 Times" (original extended mix)
2. "2 Times" (Gamba club mix)
3. "2 Times" (Bulletproof Euro mix)

Cassette
1. "2 Times" (original radio edit)
2. "2 Times" (Gamba club)